# Пенчо Петров
Пенчо Петров е български филмов и театрален актьор, с над 250 роли в театъра.

## Биография
Пенчо Петров е роден в град Дряново на 26 юни 1914 година. Завършва там средното си образование, а през 1932 – 1933 постъпва като актьор в Русенския общински театър. Играе на сцените на театъра в Бургас, в няколко пътуващи театри, в софийските Народен театър „Иван Вазов“, Народния театър за младежта, Нов драматичен театър „Сълза и смях“ и в Националния музикален театър „Стефан Македонски“.
През 1957 година става един от основателите на Сатиричен театър „Алеко Константинов“ в София.
Участва в 11 филма, между които са „Две победи“ (директорът Калпазанов), „Любимец 13“ (директорът Строгов), „Невероятна история“ (професорът) и други.
Постоянен сътрудник е на Радио София, където има над 800 участия, особено в ролята на Миладин в предаването „Костадин и Миладин“.
В кариерата си е играл заедно с Георги Парцалев, Стоянка Мутафова, Григор Вачков, Татяна Лолова и други.
Почива на 15 януари 1995 година.

## Телевизионен театър
- „Вражалец“ (1976) (Ст. Л. Костов), 2 части, мюзикъл (Втора реализация)

## Филмография
- Детско капричио (1987) (тв) - първият баща
- Баш майсторът – н-к! (1983) – Престолски
- Баш майсторът – фермер (1982) – Престолски
- Топло (1978) – Директор на „Топлофикация“
- Старинната монета (1965) – Западногерманеца
- Невероятна история (1964) – Професор Караиванов
- Стубленските липи (1960) – Гмуреца
- Големанов (1958) – редакторът Сивков
- Любимец 13 (1958) – Строгов
- Тайната вечеря на Седмаците (1957) – Цоло Дългия
- Две победи (1956) – Калпазанов
- Екипажът на „Надежда“ (1956) – Капитан Бреди
- Следите остават (1956) – радист на диверсантите